# Český rozhlas

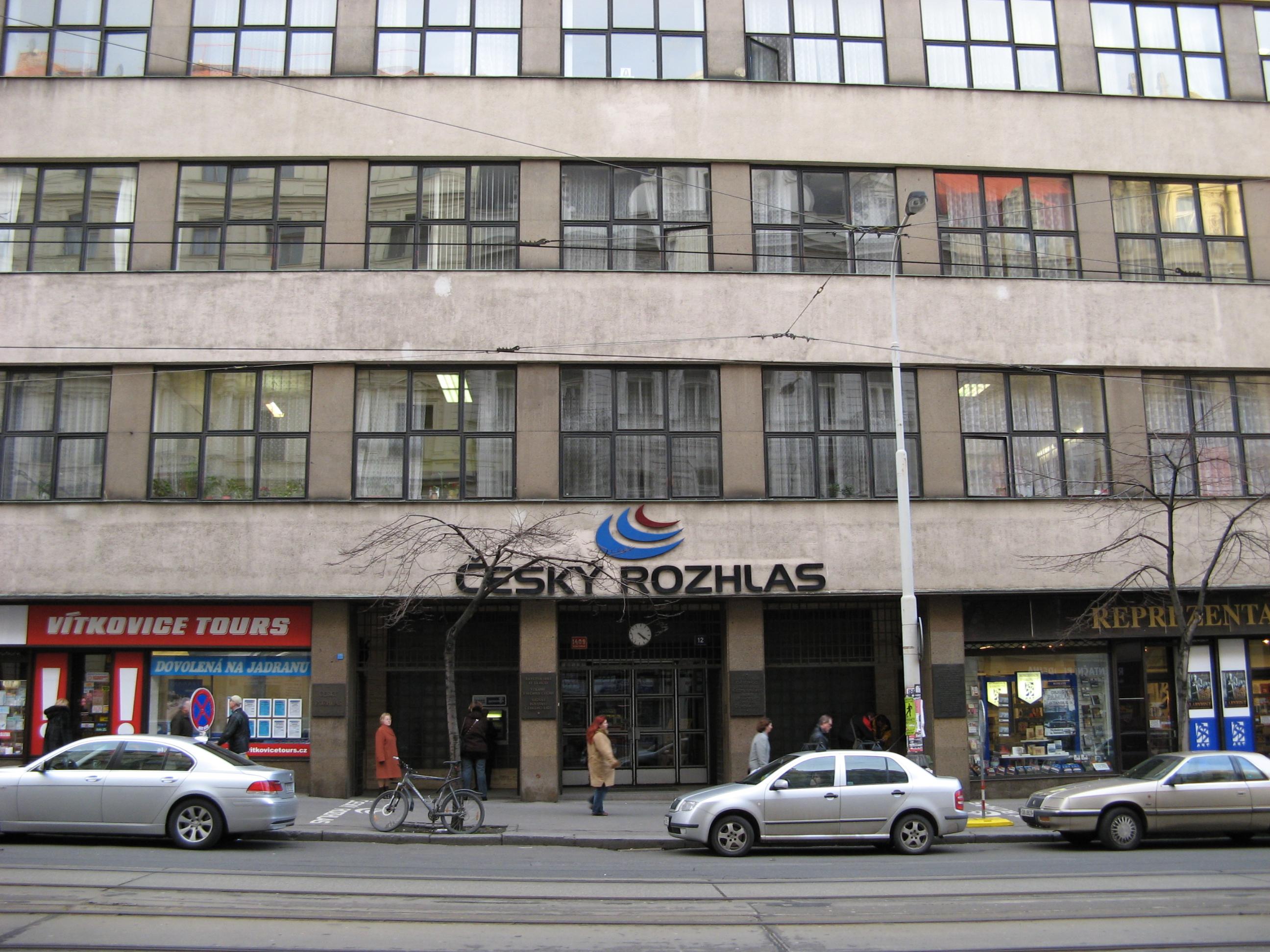
L'entrée de la radio publique tchèque

Český rozhlas (ČRo, Radio tchèque) est la société de radiodiffusion publique tchèque. Alors que ses stations nationales déclinent, ses antennes régionales connaissent un succès croissant.

## Histoire
Des émissions régulières commencent le 18 mai 1923 en république tchécoslovaque. En 1933 la radio publique tchécoslovaque emménage dans ses locaux actuels, 12 rue Fochová (devenue rue Vinohradská) à Prague. 
En 1939 le démantèlement du pays entraîne la division en deux de la radio publique et, en 1941, la radio tchèque se retrouve intégrée à la Rundfunk Böhmen und Mähren ("Radio Bohême-Moravie"). 
En mai 1945 Radio - Praha II, future ČRo 1 - Radiožurnál, est lancée. 
C'est en 1991 que la radio tchécoslovaque change de statut, pour devenir un organisme indépendant ; la séparation entre la République tchèque et la Slovaquie sera effective le 31 décembre 1992. 

Le 6 novembre 1995 Český rozhlas 6 / Radio Svobodná Evropa (Radio Free Europe)  apparaît sur les ondes.

### Identité visuelle (logo)

Logo de 1996 à 2013.
Logo à partir du 1er mars 2013.

## Stations

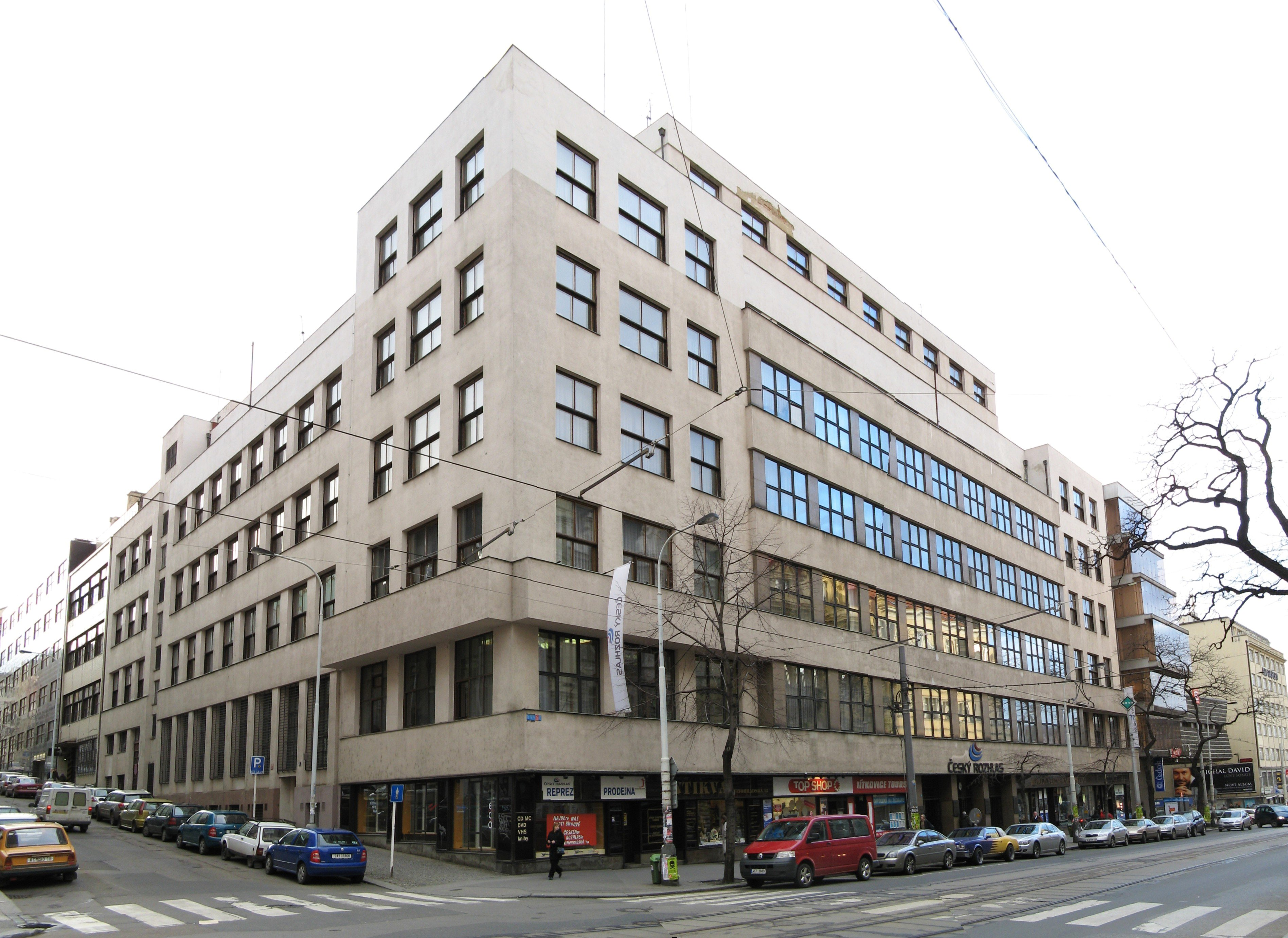
Le siège de Český rozhlas à Prague à la droite de la photo

Český rozhlas contrôle plusieurs stations :
- ČRo Radiožurnál : informations.
- ČRo Dvojka : talk et programmes familiaux.
- ČRo Vltava : culture, art et musique classique.
- ČRo Plus : radio d'information.
- ČRo Radio Wave : radio pour les jeunes.
- ČRo D-Dur : la musique classique
- ČRo Jazz
- ČRo Rádio Junior
- ČRo Rádio Retro
- ČRo Radio Prague : service extérieur.
- 14 stations régionales : ČRo Brno, ČRo České Budějovice, ČRo Hradec Králové, ČRo Karlovy Vary, ČRo Liberec, ČRo Olomouc, ČRo Ostrava, ČRo Pardubice, ČRo Plzeň, ČRo Rádio DAB Praha, ČRo Region, ČRo Sever, ČRo Vysočina, ČRo Zlín.

## Budget
En 2005 les ressources de la radio publique tchèque s'élevaient à 1 634 millions de couronnes tchèques (57,19 millions d'euros ou 91,8 millions de dollars canadiens), pour 1 638  dépensées. Les ressources proviennent principalement de la redevance, les autres moyens de financement comme la publicité ou le sponsoring étant marginales.
|                                                                                                | 2000      | 2001      | 2002      | 2003      | 2004      | 2005      |
| ---------------------------------------------------------------------------------------------- | --------- | --------- | --------- | --------- | --------- | --------- |
| Ressources                                                                                     | 1 598 785 | 1 679 254 | 1 699 368 | 1 718 154 | 1 593 269 | 1 634 287 |
| Dépenses                                                                                       | 1 565 785 | 1 616 429 | 1 677 971 | 1 576 971 | 1 587 035 | 1 638 391 |
| Bilan                                                                                          | 133 212   | 62 825    | 21 397    | 141 776   | 6 234     | - 24 104  |
| En milliers de couronnes tchèques. Sources : rapports annuels de Český rozhlas de 1998 à 2005. |           |           |           |           |           |           |

## Audience
En 2005 la part d'audience hebdomadaire de l'ensemble de la radio publique tchèque s'élevait à 26,4 %. Les radios nationales avaient une audience de 17 %. La plus populaire était la station d'information ČRo 1 – Radiožurnál avec 1 262 000 auditeurs(14,4 %), ainsi que ČRo 2 – Praha  avec 503 000 auditeurs et 5,8 % de part d'audience. Les radios régionales(ČRo 5 ) atteignaient 9,3 %, les stations régionales les plus écoutées étant ČRo Brno(297 000 auditeurs et 3,4 % d'audience), ČRo České Budějovice (131 000 auditeurs pour une audience de 1,5 %) et ČRo Plzeň (102 000 auditeurs et 1,2 % de part d'audience).
|                                                             | 1998 | 1999 | 2000 | 2001 | 2002 | 2003 | 2004 | 2005 |
| ----------------------------------------------------------- | ---- | ---- | ---- | ---- | ---- | ---- | ---- | ---- |
| Radios nationales                                           | 24,8 |      | 20,9 | 20,2 | 18,3 | 18,4 | 17,7 | 17   |
| Radios régionales                                           | 5,7  |      | 6,5  | 6,8  | 7,4  | 8,5  | 9,5  | 9,3  |
| Total                                                       | 30,5 |      | 27,4 | 27   | 25,7 | 26,9 | 27,2 | 26,4 |
| Sources : rapports annuels de Český rozhlas de 1998 à 2005. |      |      |      |      |      |      |      |      |

La part d'audience de la radio publique diminue depuis les années 1990, passant de 30,5 % en 1998 à 26,4 % en 2005. Après une baisse continue de 1998 à 2002, la part d'audience augmente en 2003 et 2004, mais finit par diminuer en 2005. L'audience des radios nationale décroit depuis 1998(sauf en 2003), l'exemple le plus spectaculaire étant celui de ČRo 1 – Radiožurnál, qui passe de 25 % d'audience en 1998 à 14,4 % en 2005. À l'inverse, celle des stations régionales augmente, passant de 5,7 % à 9,3 %.  
| | 1998           | 1999 | 2000           | 2001           | 2002          | 2003             | 2004             | 2005           |
| --- | -------------- | ---- | -------------- | -------------- | ------------- | ---------------- | ---------------- | -------------- |
| ČRo 1 – Radiožurnál | 2 142,8 (25 %) |      | 1 868 (21,8 %) | 1 599 (18,7 %) | 1 454 (17 %)  | 1 363,1 (15,6 %) | 1 290,8 (14,8 %) | 1 262 (14,4 %) |
| ČRo 2 – Praha | 959,7 (11,2 %) |      | 795,3 (9,3 %)  | 714,9 (8,3 %)  | 598,8 (7 %)   | 1531,7 (6,1 %)   | 522,6 (6 %)      | 503 (5,8 %)    |
| ČRo 3 – Vltava | 177,4 (2,1 %)  |      | 168,6 (2 %)    | 147,5 (1,7 %)  | 159,1 (1,9 %) | -146,6 (1,7 %)   | 11,6 (1,3 %)     | 94 (1,1 %)     |
| ČRo 6 | 223,7 (2,6 %)  |      | 152,2 (1,8 %)  | 118,1 (1,4 %)  | 99,3 (1,2 %)  | 32,4 (0,4 %)     | 42,2 (0,5 %)     | 36 (0,4 %)     |
| En milliers d'auditeurs hebdomadaires. Entre parenthèses: part d'audience. Sources : rapports annuels de Český rozhlas de 1998 à 2005. |                |      |                |                |               |                  |                  |                |

## Annexe